# ميخائيل تايلور (لاعب كريكت)
ميخائيل تايلور (6 ديسمبر 1988 في المملكة المتحدة - ) (بالإنجليزية: Michael Taylor)‏ هو لاعب كريكت بريطاني. لعب مع Ballymena Cricket Club ‏ ونادي جامعة كامبريدج للكريكيت ‏.

## وصلات خارجية
- ميخائيل تايلور على موقع إي آس بي آن كريك إنفو (الإنجليزية)